# جوناثان بيلي
جوناثان بيلي (بالإنجليزية: Jonathan Bailey؛ مواليد 25 أبريل 1988) ممثل إنجليزي، من أشهر أعماله دراما التلفزيون المستقل برودشرش، ومسلسل ليوناردو على البي بي سي حيث جسدّ دور ليوناردو دا فينشي في شبابه.

## نشأته
ولد بيلي في والينجفورد، أكسفوردشير مع ثلاثة شقيقات أكبر منه سنًا. قرر بيلي بأنه يريد أن يصبح ممثلاً في الخامسة من عمره بعد مشاهدته للمسرحية الموسيقية أوليفر!

## فيلموغرافيا

### تلفزيون
| السنة     | الاسم                   | الحلقات                           | الدور             | القناة             |
| --------- | ----------------------- | --------------------------------- | ----------------- | ------------------ |
| 1997      | شعر مشرق                | كل الحلقات                        | بن ديفينيش        | بي بي سي           |
| 1997      | برامويل                 | السلسلة 3، الحلقة 6               | وليام كيلشو       | التلفزيون المستقل  |
| 1998      | آليس خلال المرآة        | كل الحلقات                        | ليويس             | القناة 4           |
| 1998      | برامويل                 | "أولادنا الشجعان"                 | ـــــ             | التلفزيون المستقل  |
| 2001      | متلازمة باديل           | كل الحلقات                        | جوش               | سكاي 1             |
| 2005      | سيرًا على الأقدام وأتعثر | كل الحلقات                        | جاستن             | التلفزيون المستقل  |
| 2005      | الساعة الذهبية          | 4                                 | ستيفن مارتين      | التلفزيون المستقل  |
| 2007      | الدكاترة                | "أراك في الصباح"                  | جونو ميتشم        | بي بي سي وان       |
| 2008      | ذا بيل                  | "هيت"                             | كريس فيلير        | التلفزيون المستقل1 |
| 2009      | تخلص من المأزق          | كل الحلقات                        | داني              | بي بي سي ثري       |
| 2010      | ليويس                   | "في عز الشتاء"                    | تايتوس مورتمين    | التلفزيون المستقل1 |
| 2011      | كامبوس                  | كل الحلقات                        | فلاتباك           | القناة 4           |
| 2011-2012 | ليوناردو                | كل الحلقات                        | ليوناردو دا فينشي | سي بي بي سي        |
| 2012      | أنا وجونز               | كل الحلقات                        | ألفي              | بي بي سي           |
| 2012      | ثانوية الفنون           | كل الحلقات                        | توم ماسون         | قناة ديزني         |
| 2012      | بريمقيس                 | الحلقة 3، "ادنبرة... في أسكتلندا" | غلين              | بي بي سي ثري       |
| 2013      | بعض الفتيات             | سلسلة 2، الحلقة 1                 | المستشار نيك      | بي بي سي ثري       |
| 2013-2015 | برودشارش                | كل الحلقات                        | اولي ستيفنز       | التلفزيون المستقل1 |
| 2014      | دكتور هو                | السلسلة 8، الحلقة 5 "سرقة الوقت"  | بيسي              | بي بي سي ون        |
| 2014-2015 | دبليو 1 أي              | كل الحلقات                        | جاك باترسون       | بي بي سي تو        |

## روابط خارجية
- جوناثان بيلي على موقع IMDb (الإنجليزية)
- جوناثان بيلي على موقع ميوزك برينز (الإنجليزية)
- جوناثان بيلي على موقع ديسكوغز (الإنجليزية)
- جوناثان بيلي على موقع قاعدة بيانات الفيلم (الإنجليزية)